# Faculdade de Ciências Aplicadas da Unicamp
Faculdade de Ciências Aplicadas da Unicamp (FCA) é uma das unidades da Universidade Estadual de Campinas (Unicamp) que foi inaugurada em 2009 com oito cursos de graduação. 
O campus foi instalado em Limeira, cidade situada no interior do estado de São Paulo.

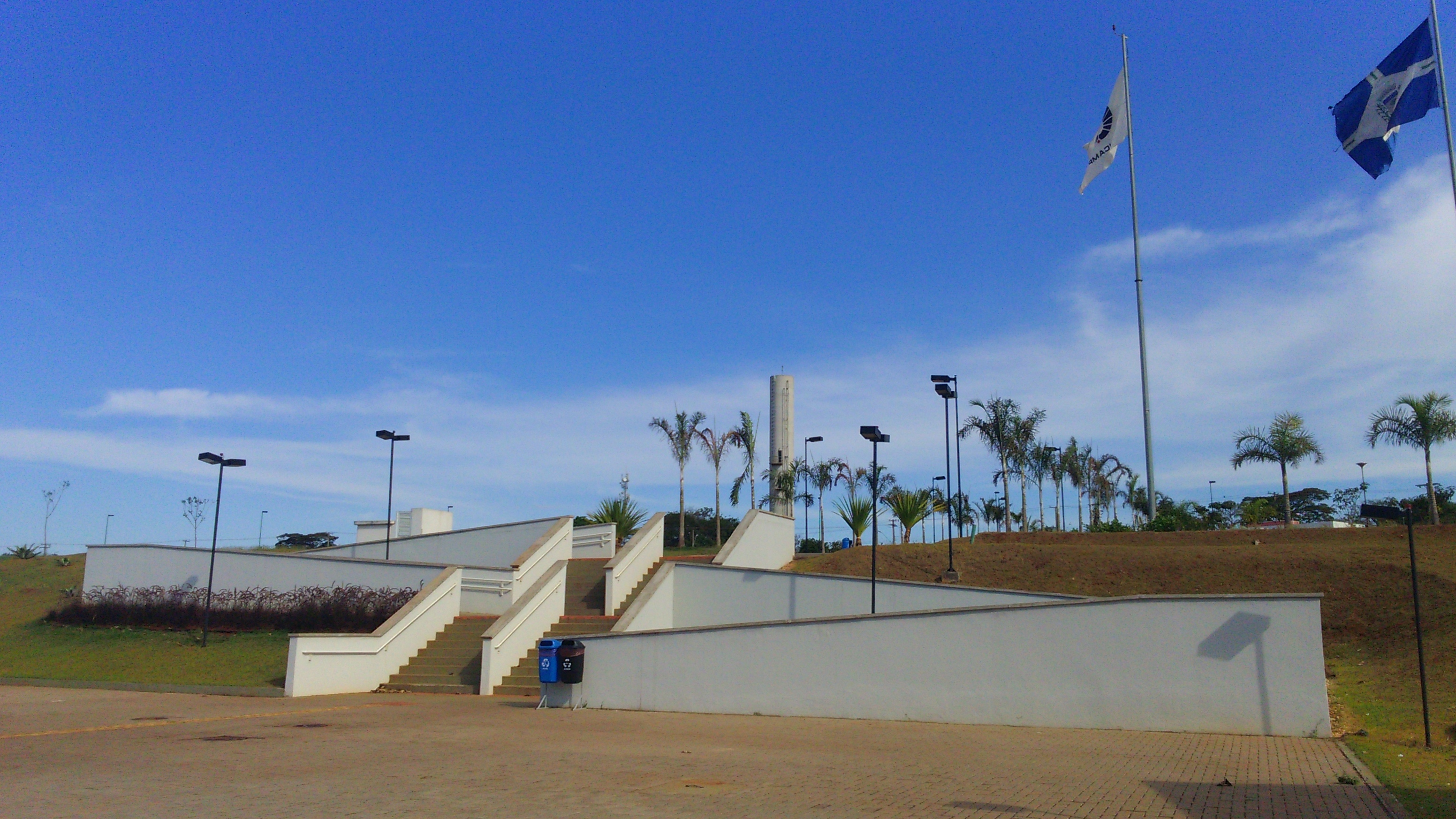
Universidade Estadual de Campinas, Campus Limeira

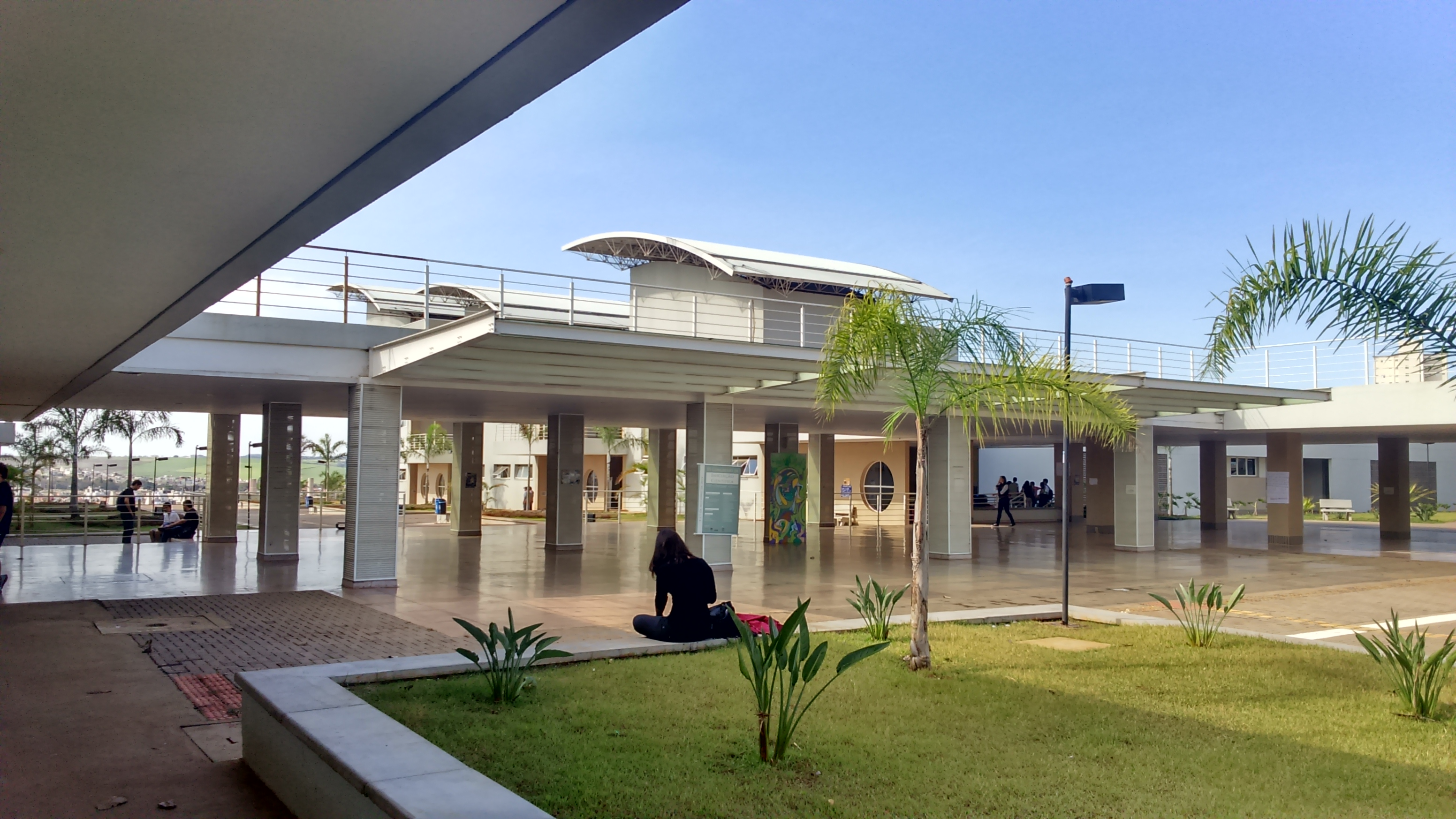
Universidade Estadual de Campinas, Campus Limeira

## Inauguração
A Cidade Universitária de Limeira foi inaugurada em 2 de março de 2009, dia em que recebeu 480 calouros dos oito cursos de graduação da Faculdade de Ciências Aplicadas.

## Cursos atuais
Atualmente, a FCA conta com seis cursos de graduação, tanto no período integral quanto no período noturno. Cada curso conta com sessenta vagas, exceção feita ao curso de Administração que conta com 180. Alguns cursos, como consta no site oficial da Unicamp, possuem uma demanda (relação candidato/vaga) maior do que cursos já estabelecidos do campus de Campinas.
Período integral
- Ciências do Esporte
- Engenharia de Manufatura
- Engenharia de Produção
- Nutrição

Período noturno
- Administração* (180 vagas a partir do vestibular de 2014) *Possibilidade de ênfase em Comércio Internacional, Métodos Quantitativos, Ciências Humanas ou Agronegócio, cursando disciplinas eletivas de maneira complementar.
- Administração Pública (60 vagas a partir do vestibular de 2014)